# Франческо Актон
Франческо Актон (італ. Francesco Acton, 24 серпня 1910, Кастелламмаре-ді-Стабія — 12 листопада 1997, Неаполь) — італійський військовик та історик італійського мистецтва. Син адмірала Альфредо Актона.

## Біографія
Франческо Актон народився 24 серпня 1910 року в Кастелламмаре-ді-Стабія. У 1926 році вступив до Військово-морської академії в Ліворно, яку закінчив у 1931 році в званні гардемарина. Ніс службу на декількох надводних кораблях. У 1934 році отримав звання молодшого лейтенанта та був призначений на підводні човни, де ніс службу до 1939 року. Брав участь в італо-ефіопській війні та громадянській війні в Іспанії.
У серпні 1940 року був призначений на есмінець «Антоніо да Нолі», у вересні 1941 року призначений капітаном міноносця «Пегасо». Основним завданням корабля був супровід конвоїв в Північну Африку.  У березні 1942 року отримав звання капітана III рангу.
14 квітня 1942 року міноносець «Пегасо» потопив британський підводний човен «Апхолдер», пізніше взяв участь у Битві в середині червня.
У липні 1942 року Франческо Актон був переведений у штам військово-морського командування в Неаполі, де ніс службу до моменту капітуляції Італії 8 серпня 1943 року. 4 жовтня того ж року, після звільнення Неаполя продовжив службу. З серпня 1944 року ніс службу при британському командуванні західного Середземномор'я. Після закінчення війни до липня 1946 року командував міноносцем «Фортунале». 
У січні 1947 року Франческо Актон залишив військову службу. У 1955 році йому було присвоєне звання капітана II рангу, у 1981 році - капітана I рангу.
Після виходу у відставку  Франческо Актон багато років був директором Музею Філанг'єрі (італ. Museo civico Gaetano Filangieri) в Неаполі.  
Помер 12 листопада 1997 року в Неаполі.

## Звання
- Молодший лейтенант (1934)
- Капітан 3 рангу (березень 1942)
- Капітан 2 рангу (1955)
- Капітан 1 рангу (1981)

## Нагороди

### Італійські
- Срібна медаль «За військову доблесть»
- Бронзова медаль «За військову доблесть» (4 рази)
- Хрест «За військову доблесть» (тричі)
- Кавалер Ордена Корони Італії
- Кавалер Колоніального ордена Зірки Італії
- Кавалер Священного військового Костянтинівського ордена Святого Георгія (Неаполь)

### Іноземні
- Кавалер Залізного Хреста 2-го класу (Німеччина)
- Почесний кавалер Мальтійського ордена
- Медаль «За Іспанську кампанію» (Іспанія)